# Барсена-де-П'є-де-Конча
Барсена-де-П'є-де-Конча (ісп. Bárcena de Pie de Concha) — муніципалітет в Іспанії, у складі автономної спільноти Кантабрія. Населення — 805 осіб (2009).
Муніципалітет розташований на відстані близько 300 км на північ від Мадрида, 42 км на південний захід від Сантандера.
На території муніципалітету розташовані такі населені пункти: Барсена-де-П'є-де-Конча (адміністративний центр), П'є-де-Конча, Пухайо, Монтабліс.

## Демографія
Динаміка населення (INE ):

## Галерея зображень

Розташування муніципалітету
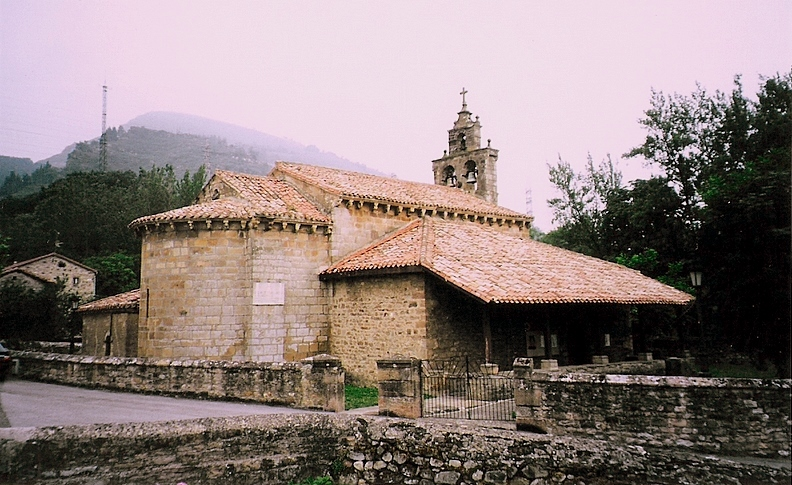
Церква Сан-Косме-і-Сан-Даміан (XII століття)